# Elisabeth von Preußen

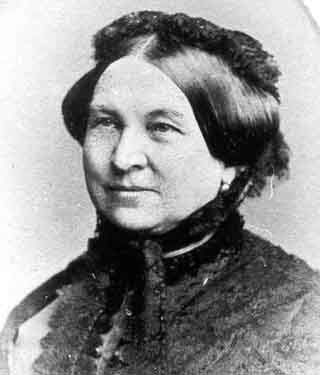
Prinzessin Elisabeth von Hessen, geborene Prinzessin von Preußen

Prinzessin Elisabeth von Preußen, vollständiger Name Marie Elisabeth Karoline Viktoria  (* 18. Juni 1815 in Berlin; † 21. März 1885 in Bessungen bei Darmstadt) war durch Heirat Prinzessin von Hessen-Darmstadt.

## Leben
Elisabeth wurde am 18. Juni 1815 im Berliner Stadtschloss geboren. Ihre Eltern waren Prinz Wilhelm von Preußen, der jüngste Sohn von König Friedrich Wilhelm II., und Landgräfin Marie Anne von Hessen-Homburg. Sie wuchs mit ihren Brüdern Adalbert und Waldemar und der Schwester Marie im Schloss Fischbach bei Schmiedeberg im Riesengebirge auf.
Prinzessin Elisabeth ehelichte am 22. Oktober 1836 in Berlin Prinz Karl von Hessen-Darmstadt, den zweiten Sohn von Großherzog Ludwig II.
Ihr besonderes Augenmerk in ihrer neuen hessischen Heimat galt der Armenpflege, so wurde auf ihre Initiative hin im Jahre 1858 das Diakonissenhaus Elisabethenstift in Darmstadt gegründet, zu dessen Bau sie 10.000 Gulden beisteuerte. Nicht nur in ihrer Verantwortung für dieses Stift, sondern auch in ihrer Stadtresidenz, dem Prinz-Carl-Palais in der Wilhelminenstraße, war die Prinzessin wegweisend für Barmherzigkeit und Frömmigkeit. Sie sammelte die erweckten Darmstädter Kreise um sich und den Hofprediger, um eine gemeinsame öffentliche Fürsorge zu organisieren.
Der Prinzessin Elisabeth verdankt die Stadt Darmstadt auch einen ihrer größten Kunstschätze, die Holbein-Madonna von 1526, die als Darmstädter Madonna Berühmtheit erlangt hat und im Jahr 1871 im Dresdner Holbeinstreit für allgemeines Aufsehen sorgte.

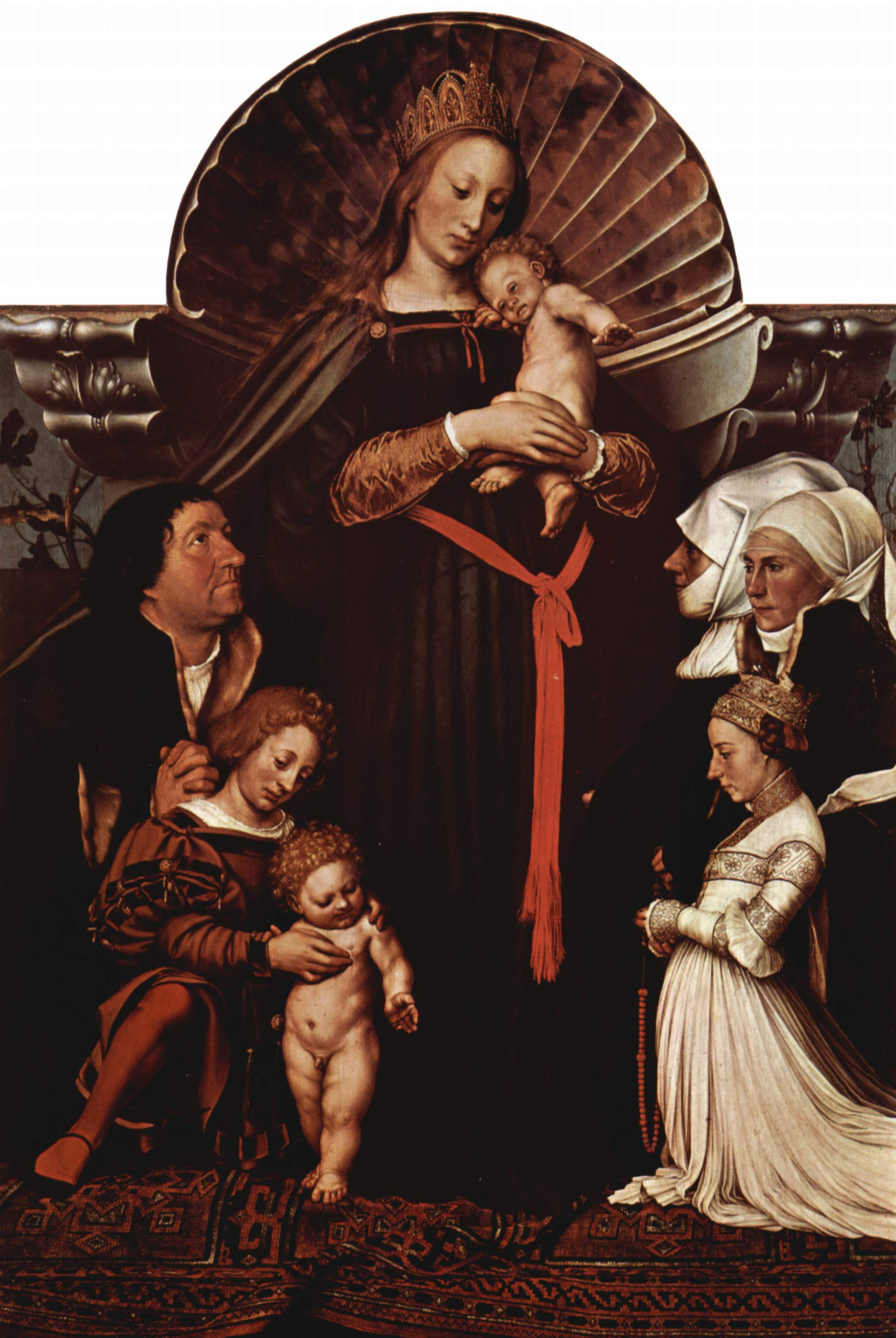
Madonna von Hans Holbein d. J. im Schlossmuseum Darmstadt

Das Kunstwerk war im Jahre 1822 nach Deutschland gekommen, wo es in Berlin im Salon des Komponisten Gaspare Spontini von dessen Schwager, einem Kunsthändler, ausgestellt wurde. Elisabeths Vater, Prinz Wilhelm von Preußen, kaufte das Gemälde als Geburtstagsgeschenk für seine Frau, Prinzessin Marianne. Das Gemälde befand sich dann zunächst im Berliner Stadtschloss, bis es 1852, nach dem Ableben des Prinzen Wilhelm, als väterliches Erbe für Elisabeth nach Darmstadt gebracht wurde. Seit 2011 befindet es sich im Eigentum der Sammlung Würth und wird seit 2012 in Schwäbisch Hall ausgestellt.
Seit dem Jahr 1848 war ihr Schwager, der ältere Bruder des Prinzen Karl, als Ludwig III. Großherzog von Hessen. Dessen Frau Mathilde Karoline war 1862 kinderlos gestorben. Im selben Jahr heiratete Elisabeths ältester Sohn Ludwig die zweite Tochter der britischen Queen Victoria, Prinzessin Alice. Die Hochzeit sollte ursprünglich 1861 stattfinden, wurde aber auf Grund des Todes von Prinzgemahl Albert, des Brautvaters, auf das Folgejahr verschoben.
Großherzog Ludwig III. zog sich im Anschluss auf sein Schloss Seeheim zurück und überließ dem Prinzen Karl und dessen Familie das Residenzschloss Darmstadt sowie dem zukünftigen Thronfolgerpaar Ludwig und Alice das Schloss Kranichstein.
Prinzessin Alice entfaltete in den Jahren von 1862 bis 1878 eine Aktivität, als hätte sie gewusst, wie kurz ihr Leben währen sollte. Am 20. März 1877 verstarb Elisabeths Ehemann, Prinz Karl, im Alter von 68 Jahren. Am 13. Juni des gleichen Jahres folgte ihm der Großherzog. Elisabeths Sohn bestieg nun als Ludwig IV. den hessischen Thron. Bereits am 14. Dezember des folgenden Jahres verstarb die junge Großherzogin Alice im Alter von nur 35 Jahren nach einer Ansteckung mit Diphtherie durch ihre Kinder.
Elisabeth nahm nun als Großherzoginmutter ihren Platz an der Seite ihres Sohnes ein. Besonders ihren Enkelkindern versuchte sie ein Ersatz für die so früh verstorbene Mutter zu sein. Sie erlebte noch die Hochzeit ihrer Enkelin Viktoria mit dem Prinzen Ludwig Alexander von Battenberg und starb am 21. März 1885 im Alter von 70 Jahren in Bessungen bei Darmstadt. Sie ist im Alten Mausoleum im Park Rosenhöhe bestattet.

## Nachkommen
- Friedrich Wilhelm Ludwig Karl (1837–1892), Großherzog Ludwig IV. von Hessen (1877–1892)
- Heinrich Ludwig Wilhelm Adalbert Waldemar Alexander (1838–1900)
- Maria Anna Wilhelmine Elisabeth Mathilde (1843–1865)

⚭ 1864 Großherzog Friedrich Franz II. von Mecklenburg-Schwerin (1823–1883)
- Wilhelm Ludwig Friedrich Georg Emil Philipp (1845–1900)